# Yamauba

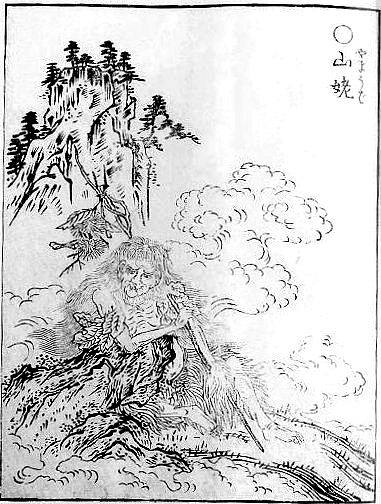
Die Yamauba, wie sie in Sekiens Gazu Hyakki Yagyō von 1776 dargestellt wird.

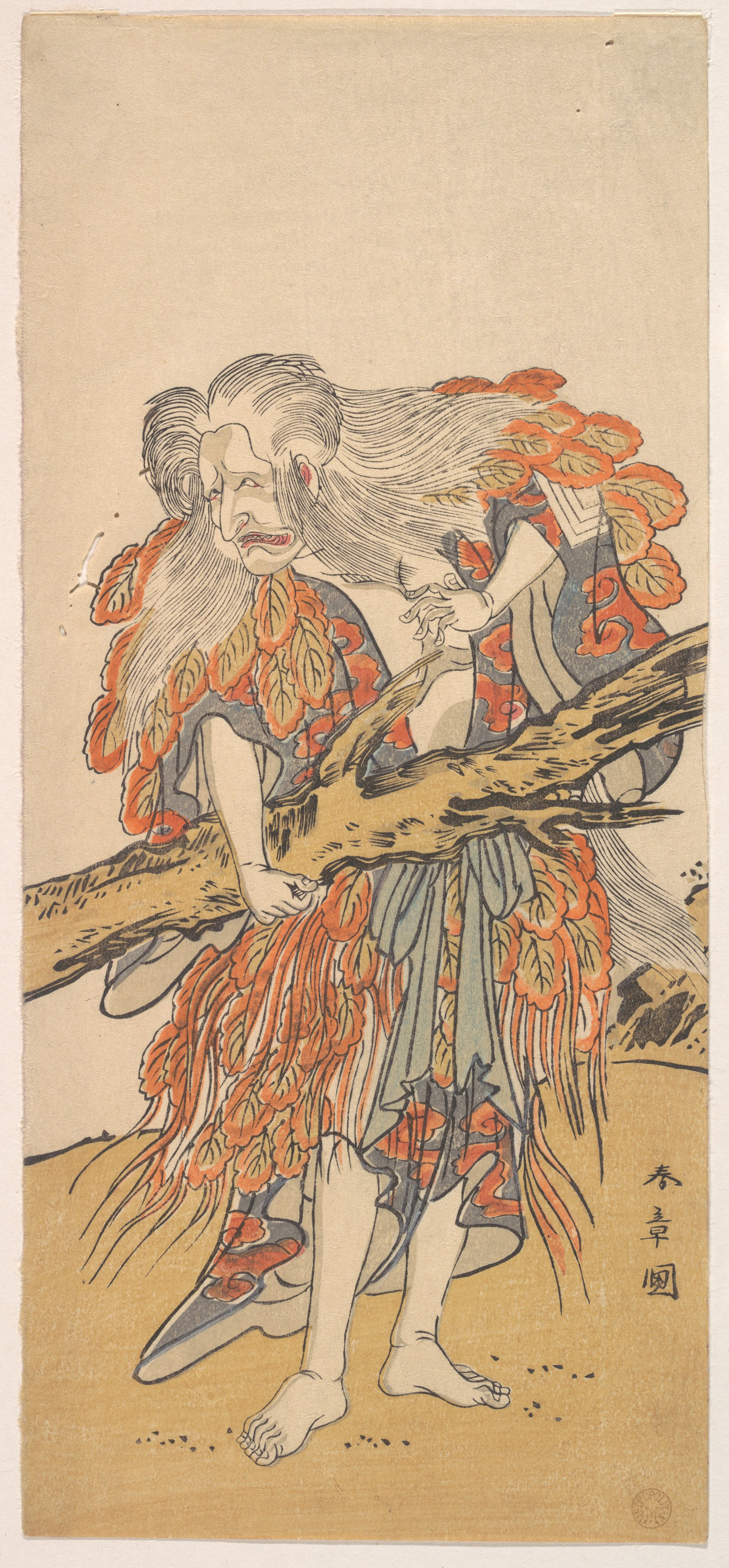
Der Künstler Ichikawa Danjūrō in der Rolle der Yamauba in einem Nō-Stück von 1775.

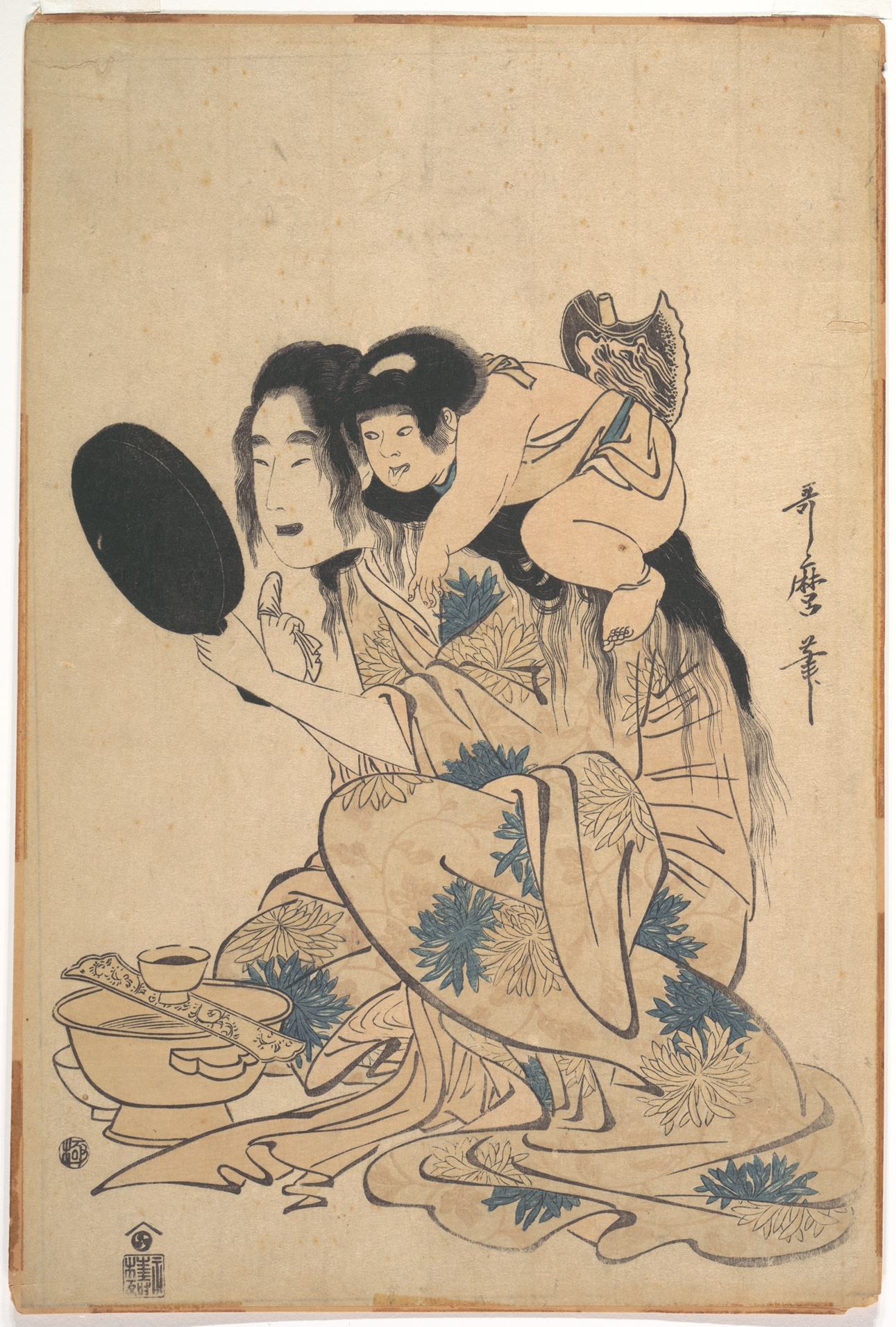
Yamauba und Kintarō, Ukyo-e Holzdruck von Kitagawa Utamaro (ca. 1795).

Die Yamauba (japanisch 山姥; „Berghexe“, „Gipfelhexe“), auch Yama-baba (山母; „Mutter der Gipfel“) genannt, ist eine Dämonin der japanischen Folklore aus der Gruppe der Oni, Yōkai, der Yūrei und der Naturgeister. Sie wird gelegentlich mit der Schneefrau Yuki Onna verwechselt (und umgekehrt). 
Der Yamauba wird ein ambivalenter Charakter nachgesagt, sie kann das Gute wie das Böse gleichermaßen verkörpern. Sie ist ein beliebter und fest etablierter Charakter im traditionellen Nō-, Bunraku- und Kabuki-Theater. Sie taucht seit dem 14. Jahrhundert in zahllosen Romanen, Haiku, Gedichten und Liedern auf, ihr Wesen hat auch in moderne Romanerzählungen, Comics, Mangas, Dramen und Horrorfilme Einzug gehalten. Sogar in Computerspielen tritt sie auf. Folkloristen und Historiker bewerten die Figur der Yamauba als eine Vermischung aus verschiedenen, mythologischen Wesen, die schon in frühchristlicher Zeit bekannt und zum Teil gefürchtet waren. Sie wird sozusagen als eine „Alleskönnerin“ präsentiert. Während die Yamauba vielerorts als mächtige Naturgöttin und Orakel verehrt wird, ist sie in manchen ländlichen Gegenden noch heute als Kinder raubende Hexe und Kannibalin gefürchtet.

## Beschreibung
Die Yamauba wird für gewöhnlich als hochgewachsene, hagere und unattraktive Greisin mit mähnenhaft verwildertem Haar beschrieben. Das Haar ist meist weiß bis grau oder schmutzig-blond, seltener rötlich-grau bis anthrazit und es soll ihr bisweilen bis zu den Knöcheln reichen. Ihre Augen sind gelblich, blutunterlaufen und wirken oft glasig. Ihr Blick wird meist als durchdringend, stechend und starr beschrieben. Ihr Mund soll überproportioniert und mit spitzen, gelblichen Zähnen bestückt sein, alternativ ist ihr Mund hingegen zahnlos. Ihre Finger- und Fußnägel werden als unnatürlich lang und klauenartig beschrieben. Als begnadete Gestaltwandlerin soll sie sich in eine wunderschöne, junge Frau oder gar in ein hübsches Mädchen verwandeln können. Wieder andere Sagen behaupten, sie könne sich unsichtbar machen. Seit dem 18. Jahrhundert, speziell mit Beginn der Meiji-Zeit, erfährt das Aussehen der Yamauba eine zunehmende Sexualisierung und „Aufhübschung“: nun wird sie immer häufiger als barbusige, junge Dame mit sehr langem, schwarzen Haar dargestellt, das ihr aber weiterhin wild absteht. Auch bleibt ihr strenger Blick und es heißt, wenn sie zornig werde, nehme sie wieder ihre hexenhafte Gestalt an.
Auch die Beschreibungen zu Yamaubas Charakter variieren seit der frühen Literatur beträchtlich. Mal wird sie als gewalttätige, rachsüchtige und grausame Hexe mit kannibalistischen Zügen beschrieben, mal als lediglich gruselige und mürrische Herumtreiberin und Bettlerin und dann wiederum als gütige, weise und barmherzige Gönnerin und Mutter. Wieder andere Legenden beschreiben sie als Orakel und Schamanin mit telepathischen und hypnotischen Fähigkeiten, sie soll die Zukunft treffsicher vorhersagen können. Als Wetterhexe und Naturgeist soll sie das Klima und sogar die Jahreszeiten beeinflussen können.
Als häufigster Aufenthaltsort der Yamauba werden schneebedeckte Berggipfel genannt, alternativ dichte und schwer zugängliche Bergwälder. Sie soll jedoch regelmäßig hinabsteigen und nachts durch die Dörfer und dunklen Gassen von Vororten streifen. Kurz vor Wintereinbruch suche sie wenig besuchte Märkte auf, um Sake zu erbetteln (oder zu kaufen) und sich anschließend in gut getarnte Höhlen nahe der Berggipfel zurückzuziehen. Alternativ hause sie in gut getarnten Hütten in den Bergwäldern, in die sie ahnungslose Einzelgänger (meist verirrte Wanderer oder verloren gegangene Kinder) locke, um sie dann zu verspeisen.

## Ursprünge und Hintergründe

### Mythologischer Ursprung
Folkloristen wie Baba Akiko, Noburo Miyata, Noriko T. Reider und Michael Dylan Foster machen darauf aufmerksam, wie schwierig es sei, einen gesicherten Ursprung der Figur der Yamauba zu ermitteln. Drei Dinge würden die Suche nach einem Ursprung behindern: Erstens, ihr Eigenname „Yamauba“ erscheint nicht vor der Muromachi-Zeit im frühen 14. Jahrhundert. In frühchristlichen Werken kursierten zwar unzählige Legenden, Anekdoten und Sagen um „Berghexen“ und „alte Frauen, die in den Bergen hausten“, doch nie lässt sich für diese Wesen ein gemeinsamer Name oder wenigstens eine gemeinsame Bezeichnung finden. Ab dem frühen 12. Jahrhundert taucht die Umschreibung als Oni-onna (鬼女; Oni-Frau, Ogerin) oder Oni-baba (鬼母; Oni-Mutter, Mutter der Oni) gehäuft auf. Als zweites Hindernis sehen Folkloristen Yamaubas Namen selbst. Ob in Kanji oder Hiragana geschrieben, ihr Name bietet dutzende verschiedener Lesungen und Transkriptionen, darunter Yamauba, Yama-Uba, Yamamba, Yamanba und Yama-baba. Auch der Übersetzung und Deutung des Namens seien wenig Grenzen gesetzt: von „Berghexe“, „Berg-Ogerin“, „Alte-vom-Berg“ über „Alte Bergfrau“ bis „Berg-Krone“ sei fast alles möglich.
Die dritte Hürde schließlich sei die passende Klassifizierung und mythologische Zuordnung für die Yamauba. Weil sie alle nur erdenklichen guten wie schlechten, übernatürlichen Fähigkeiten und Attribute in sich vereine, sei ihr Wesen strenggenommen nicht ohne Weiteres festzulegen. Die Yamauba verkörpere von Allem etwas. Ihre Gestalt als Naturgeist und Wetterhexe, die sich kurz vor Wintereinbruch in die Berge zurückzieht, erinnert an die selten erwähnten Göttinnen des Herbstes und der Ernte, Akibimeno-kami (秋毘売神; „Göttin des Herbstes“) und Tatsumahime (竜田姫; „Prinzessin des roten Laubes“). Auch erinnert ihr bevorzugter Rückzugs- und Aufenthaltsort, nämlich hohe Berggipfel, an eine Gottheit, nämlich die Berggöttin Yamahime (山姫; „Gipfel-Prinzessin“). Yamaubas langes, weißes Haar, ihre Verbindung zu Schnee und Eis und ihre Schwäche für Sake lassen Ähnlichkeiten mit der Figur der Schneefrau Yuki-onna erkennen. Mit Letzterer wird Yamauba gelegentlich verwechselt. Ihre Gestalt als Übermutter und barmherzige Ziehmutter erinnere an wohltätige Götter und Göttinnen, wie zum Beispiel an Kan'non (観音; „Die den Klagen lauscht“), die Göttin der Gnade und des Mitgefühls.

### Deutungen und Interpretationen
Folkloristen und Historiker wie Akiko, Miyata, Reider und Foster bewerten die Figur der Yamauba nach ihren verschiedenen Wesenszügen. Als „Ogerin“ und „Hexe“ verkörpere sie das klassische „wilde Weib“, das den gesellschaftlichen Normen widerspreche und sich diesen nicht selten widersetze. Ihre dargestellte Hässlichkeit unterstreiche die gesellschaftlichen Ablehnungen und Vorurteile („schön = gut; hässlich = schlecht/böse“). Die nachgesagte „Abnormalität“ komme auch in den verschiedenen Verhaltensweisen der Yamauba zum Tragen, die bereits in frühmodernen Gesellschaften als Tabu angesehen und entsprechend geächtet wurden, wie zum Beispiel Kannibalismus. Vorgebliche „Hexen“, „Ogerinnen“ und „Yōkai-Frauen“ waren im realen Leben meist verwitwete oder unverheiratet gebliebene, alte Frauen, die sich sehr zurückzogen und nun mehr oder weniger einsiedlerisch lebten. Nicht selten galten sie dann als Ausgestoßene und/oder Außenseiterinnen, die in den umliegenden Gemeinden gemieden oder gar gefürchtet wurden. Miyata und Reider sehen sich an die Legende des Obasute (jap. 姥捨て, „Eine alte Frau zurücklassen“) erinnert, ein angeblicher Brauch, bei dem alte Mütter (aber auch ungewollte Säuglinge) in den Bergwäldern ausgesetzt und eiskalt sich selbst überlassen wurden. Rein historisch oder gar archäologisch nachgewiesen ist der Brauch nicht.

## Überlieferungen

### Frühe literarische Erwähnung
Eine Art von Vorläufer der späteren Yamauba lässt sich möglicherweise ab dem 12. Jahrhundert nachweisen. In dem Werk Konjaku Monogatari-shū (今昔物語集; Geschichtensammlung von Einst und Jetzt) von Toba Sōjō aus dem Jahr 1126 beispielsweise, findet sich die dramatische Geschichte Sanseru-on'na minami Yamashina ni yuki, oni ni'aite nigetaru koto (産女南山科に行き鬼に値ひて逃ぐる語; Von der Dame aus Süd-Yamashina, die fortging, ein Kind zu gebären, eine Ogerin traf und entkam). Sie erzählt von einer hochschwangeren Dame, die in einem Bergwald wandelt, als die Wehen einsetzen. Da erscheint eine alte Frau, die der Dame anbietet, das Kind in ihrer Hütte zur Welt kommen zu lassen. Die Alte stellt sich gar freundlich und erst im allerletzten Moment erkennt die erschrockene Dame, dass die Alte in Wirklichkeit ein böser Oni ist, der es auf das Baby abgesehen hatte. Nur mit letzter Müh’ und Not kann die Protagonistin entkommen. Etwa ab dem Erscheinen des Konjaku Monogatari-shū nehmen ähnliche Geschichten um heimtückische, kannibalistisch geneigte Oni-Frauen aus den Bergen zu.
Eine erste literarische Direkt-Widmung ihres Namens findet sich in dem Nachschlagewerk Ainoshō des buddhistischen Mönches Gyõyo aus dem Jahr 1446. Wenig später erscheint sie in Gaun nikkenroku batsuyu (卧雲日件錄抜尤; Tägliche Aufzeichnungen der Ereignisse im Wolkenreich) des Zen-Priesters Zuikei Shūhō aus dem Jahr 1460, danach unter anderem in dem Werk Getsuan suiseiki (源直朝; Was Getsuan zu erzählen wusste) von Isshiki Tadatomo aus dem Jahr 1597. In einer zum Teil verschollenen Chronik des kaiserlichen Samurai Matsudaira Tadaaki aus dem Jahr 1604 findet sich ein interessanter Eintrag über ein angebliches Erscheinen einer Yamauba am Tōfuku-ji zu Kyōto (ein Zen-Tempel im heutigen Stadtbezirk Higashiyama). Tadaaki schreibt, sie verspeise „große Essensportionen mit nur einem Happs“ und sie sei ein „verrückter Albino aus den Bergen“.
Eine in Japan bis heute beliebte Legende ist Kuwazu nyōbō (食わず女房; Das Weib das niemals isst), die sich im Sammelwerk Kokon hyaku monogatari hyōban (古今百物語評判; Hundert Geschichten aus alten und modernen Zeiten) von Yamaoka Genrin findet. Das Werk wurde etwa im Mai 1671 vollendet, aber erst im August 1685, lange nach Genrins Tod, veröffentlicht. Die Geschichte handelt von einem unerträglich geizigen Mann, der eine wunderschöne Frau heiratet, weil sie augenscheinlich niemals isst, aber den Mann vorzüglich bekocht. Er weiß nicht, dass die Frau sehr wohl isst, nämlich dann, wenn er außer Haus ist oder tief schläft. Und sie benutzt nicht ihren menschlichen Mund, sondern einen zweiten, der sich an ihrem Hinterkopf befindet. Als der Mann die Frau eines Abends erwischt, zeigt sie sich in ihrer wahren Gestalt als Yamauba, packt den Mann und rennt mit ihm in Richtung des Berges, aus dem sie einst gekommen war. Nur ganz knapp kann der Mann entkommen, als er sich in einem Dickicht aus Beifuß und Schwertlilie versteckt. Diese Geschichte mag die Figur der später wohlbekannten „Zweimund-Frau“ Futakuchi-onna inspiriert haben: Im Sammelwerk Ehon Hyaku Monogatari (絵本百物語; Bilderbuch der hundert Erzählungen) von Tōka Sanjin aus dem Jahr 1841 ist die Abbildung einer Futakuchi-onna zu sehen. Der Begleittext gibt die Legende in verkürzter Form wieder und nennt die abgebildete Frau wortwörtlich Futakuchi-onna.
Im Wakan Sansai Zue (和漢三才図会; Chinesisch-japanisches Nachschlagewerk) von Terajima Ryōan aus dem Jahr 1712 wird die Yamauba bizarrerweise als ein exotisches, primatenähnliches Tier beschrieben, das nur ein Bein mit drei Zehen am Fuß und je drei Finger an seinen Händen habe. Es hause in den Bergen der chinesischen Provinzen Guǎngdōng und Guǎngxī und streune nachts umher, um von Wanderern und Anwohnern der Gegend Essen zu erbetteln. In diversen Bilderkatalogen der Edo- und Meiji-Zeit (18. Jahrhundert) erscheinen zahlreiche Abbildungen nebst Kurzbeschreibungen der Yamauba. So ist sie unter anderem in Suekichi Hokusais Werk Bakemono tsukushi emaki (化物尽絵巻; Bebilderte Handrolle der Ungeheuer) aus dem Jahr 1763 und in Toriyama Sekiens berühmten Werk Gazu Hyakki Yagyō (画図百鬼夜行; Bilderbuch der Nachtprozession der 100 Dämonen) aus dem Jahr 1776 abgebildet. Sekiens Zeichnung scheint von diversen Darstellungen aus bekannten Nō-Theatern inspiriert worden zu sein.

### Darstellung in frühen Theatern und Ritualen
Ihre Figur erschien ebenfalls schon früh in heute legendären Theaterstücken des traditionellen Nō, Bunraku und Kabuki. Die ersten (und zugleich bekanntesten) Stücke, die sich ihrem Namen widmeten, waren Yamamba von dem Nō-Künstler Kan’ami aus dem Jahr 1398 und Tōshō-ji nezumi monogatari (東勝寺ねずみ物語; Die Sage von den Mäusen im Tōshō-Tempel) von Zeami Motokiyo aus dem Jahr 1537. Ebenfalls berühmt ist das Kabuki-Stück Komochi Yamauba (嫗山姥; Ziehmutter Yamauba) von Chikamatsu Monzaemon aus dem Jahr 1712. Es stellt die Legende um Yamaubas (Zieh-)Sohn Kintarō nach. Auch in zahlreichen anderen Theatern unterschiedlicher Genre tritt die Figur der Yamauba auf. Dabei scheint auch der Thematik keine Grenze gesetzt zu sein: ob als Komödie, Drama, Romanze, sogar als Oper werden Legenden und Geschichten vorgetragen. Dabei scheinen vor allem Dramen und Komödien beliebt gewesen zu sein, alle jedoch mit einer gewissen Moralpredigt oder Weisheit im Hintergrund. Der Charakter der Yamauba wechselt in den jeweiligen Stücken genauso oft und schnell, wie in der Literatur. Die traditionelle Theaterwelt hat maßgeblich zum Erhalt und zur Popularität der Figur der Yamauba beigetragen und so werden bis heute Theaterstücke mit ihrer Figur darin aufgeführt.